# Stor-Gruveln
Stor-Gruveln är en sjö i Krokoms kommun i Jämtland och ingår i Indalsälvens huvudavrinningsområde. Sjön är 36 meter djup, har en yta på 0,853 kvadratkilometer och befinner sig 313,1 meter över havet. Stor-Gruveln ligger i Toskströmmen (Hårkan alpin) Natura 2000-område. Sjön avvattnas av vattendraget Hårkan.

## Delavrinningsområde
Stor-Gruveln ingår i det delavrinningsområde (710020-142480) som SMHI kallar för Inloppet i Stor-Gruveln. Medelhöjden är 374 meter över havet och ytan är 5,01 kvadratkilometer. Räknas de 84 avrinningsområdena uppströms in blir den ackumulerade arean 1 623,37 kvadratkilometer. Hårkan som avvattnar avrinningsområdet har biflödesordning 2, vilket innebär att vattnet flödar genom totalt 2 vattendrag innan det når havet efter 290 kilometer. Avrinningsområdet består mestadels av skog (61 procent). Avrinningsområdet har 0,84 kvadratkilometer vattenytor vilket ger det en sjöprocent på 16,7 procent.